# Dipturus lanceorostratus
Cá đuối Skate đuôi chuột (Dipturus lanceorostratus) là một loài cá trong họ Rajidae. Nó là loài đặc hữu của Mozambique. Môi trường sống tự nhiên của nó là biển mở.